# 中山北二路
中山北二路是中華人民共和國上海市虹口區和杨浦区的一條東西走向道路。西至中山北一路與廣靈四路相連，东至黄兴路與松花江路相連，全长2993米（一說3800米）。道路上建有上海內環線高架。道路的中山北一路至密云路一段原名為原林路。1992年（一說1993年）重新修建並更名為中山北二路。